# Parroquia de Nuestra Señora del Rosario (Guadalajara)
La parroquia de Nuestra Señora del Rosario es un templo católico sito en el barrio El Retiro, en el Sector Hidalgo de Guadalajara, Jalisco, México.

## Historia
Esta iglesia parroquial se encuentra ubicada en calle Hospital 28, entre Juan José Baz y Alameda, en el barrio El Retiro, en Guadalajara. Forma parte de la Arquidiócesis de Guadalajara. Se trata de uno de los mejores ejemplos del neogótico en la capital de Jalisco. La gente del barrio y de la ciudad tapatía la conoce también como el «templo del Padre Galván».
Su construcción dio principio en 1924 a instancias del arzobispo Francisco Orozco y Jiménez, fue interrumpida en 1926 a causa de la Guerra Cristera; se reanudó el 5 de agosto de 1938, fue consagrada el 30 de octubre de 1970, y concluida en los años finales del decenio de 1970.
El cuerpo central del frontispicio, el exterior y el interior del ábside, así como todo el templo son de estilo neogótico. El inmueble cuenta con una torre principal que remata en una aguja gótica afiligranada, con características similares al gótico flamígero español, en la que hay dos campanas que son repicadas solamente en cuatro ocasiones en el año: 1) el 30 de enero, día del martirio de san David Galván, 2) el día de la visita anual de la escultura de Nuestra Señora de Zapopan, 3) el día de la visita anual de la escultura del Señor del Encino procedente de Ocotes de Moya (municipio de Yahualica de González Gallo), acontecimiento que sucede en los días finales de agosto o primeros de septiembre, 4) el 7 de octubre, Día de la Virgen del Rosario; el resto del año llaman a misa mediante un equipo electrónico de sonido conectado a poderosas bocinas que reproducen tañidos grabados, de tonos medios. El rosetón cuenta con ocho montantes que dividen el gran círculo en ocho «gotas» o rayos que circundan el círculo menor.

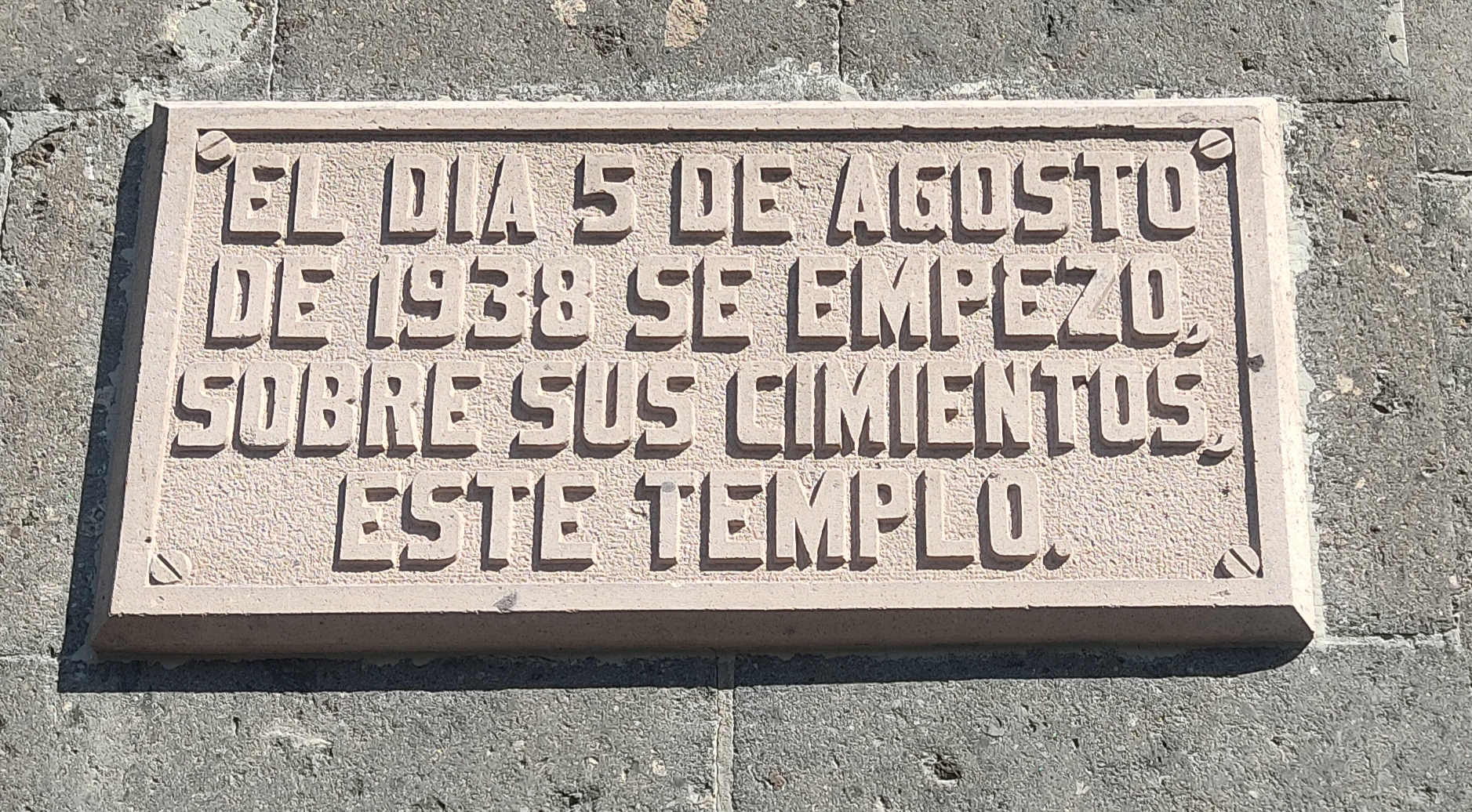
El 5 de agosto de 1938, este templo fue comenzado sobre sus cimientos

A uno y otro lados de la fachada, tras sus líneas frontales, surgen de los contrafuertes dos agujas octogonales de cantera labrada en filigrana pétrea, en cuyas respectivas cúspides se ubican sendos ángeles pequeños.
El dintel principal consta de cuatro arcos ojivales que en apariencia surgen de la parte superior  de los doseles labrados sobre ocho figuras de piedra de cantera que representan otros tantos santos de la Iglesia católica, pero en realidad dichos arcos están adosados a paramentos que quedan ocultos por estos.

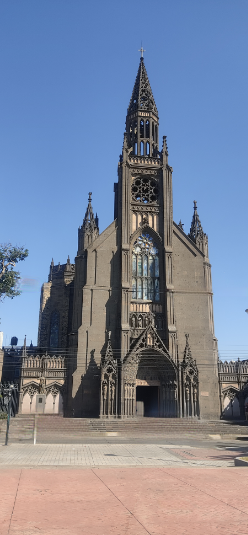
Templo parroquial de Nuestra Señora del Rosario

Las fases iniciales y medias de su construcción fueron llevadas a efecto por el arquitecto y presbítero tapatío Pedro Castellanos Lambley, y luego de su muerte (26 de septiembre de 1961), el ingeniero civil Ricardo Agraz Sainz continuó la edificación. Todas las figuras, arcos, estatuas, volutas, flores, caireles, fueron realizados por el escultor tallista José Refugio Godínez, durante más de medio siglo.
La iglesia cuenta con 24 vitrales en sus ventanales de oriente, poniente, y sur (presbiterio), de 12 metros de alto por un metro de ancho cada uno, con 15 temas de los misterios del Rosario, y nueve adicionales, como la representación del bautismo de Jesucristo (primero de los Misterios Luminosos, o sea, uno de los cinco misterios añadidos a los 15 tradicionales por el papa Juan Pablo II el 16 de octubre de 2002), a partir de bocetos trazados por el pintor Alfonso de Lara Gallardo.
En el área poniente del atrio se encuentra una estatua de bronce de san David Galván, develada por el arzobispo de Guadalajara, cardenal José Francisco Robles Ortega, después de haber presidido la misa conmemorativa, el viernes 30 de enero de 2015, del primer centenario del fusilamiento del citado mártir mexicano.
Actualmente (2024), el párroco es el sacerdote José de Jesús Aceves García; en tanto que monseñor Ramiro Vázquez Sainz también oficia misa y confiesa en esta iglesia.